# Schloss Étoges

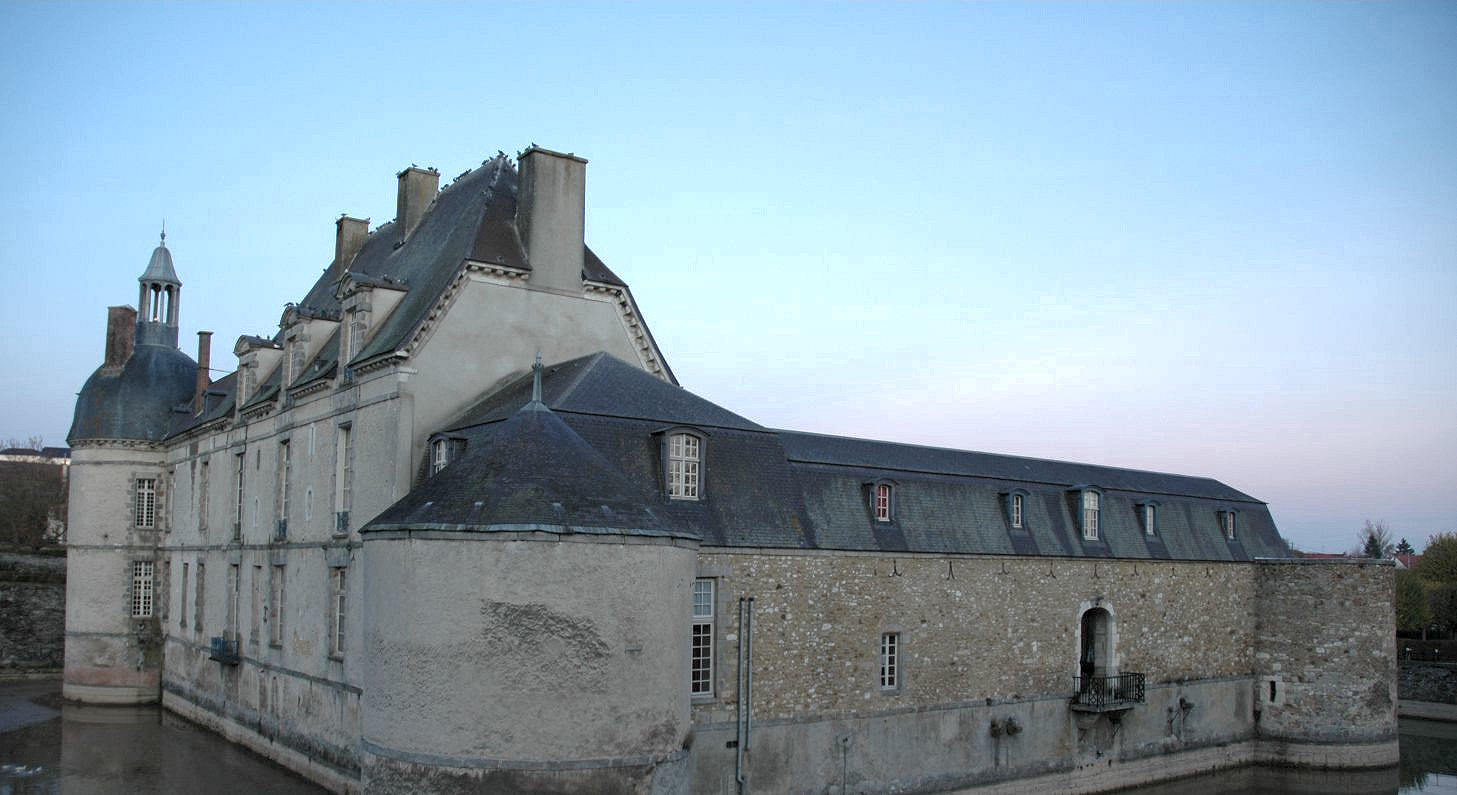
Schloss Étoges, Seitenansicht vom Park aus

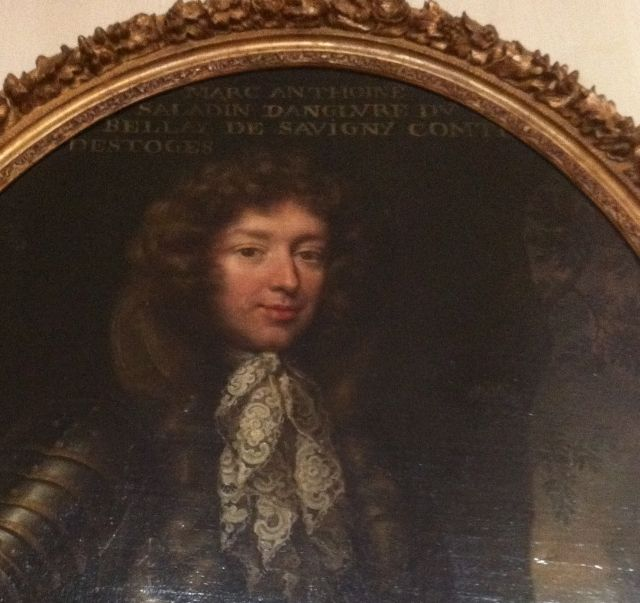
Marc Antoine Saladin d’Anglure

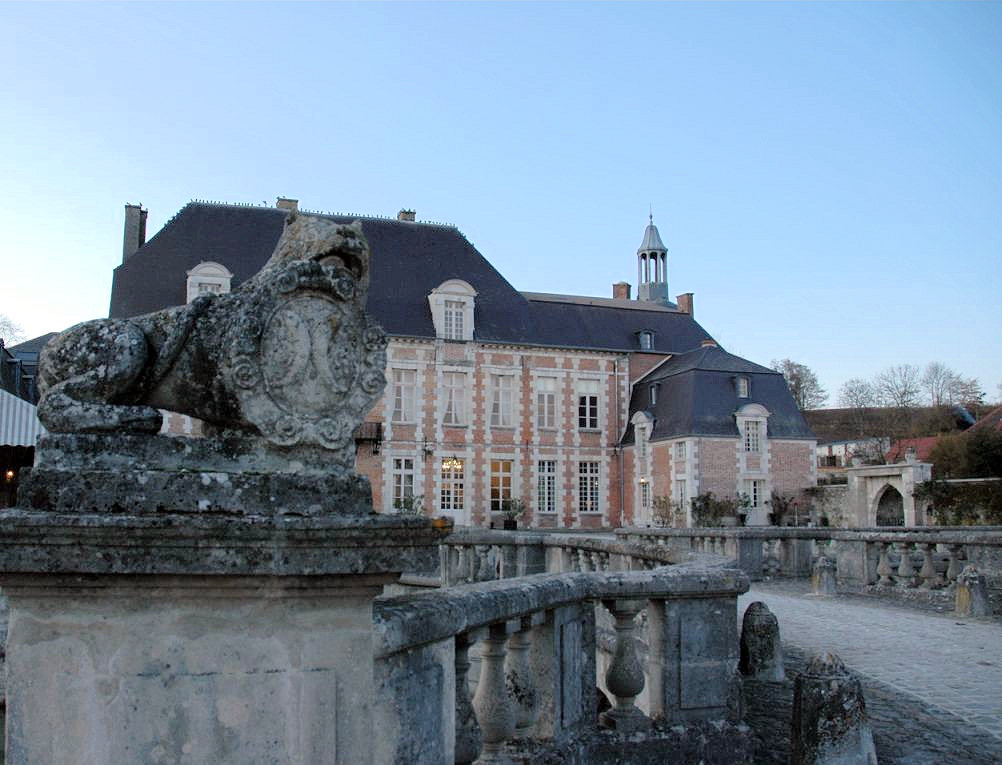
Südansicht des Schlosses

Das Schloss Étoges (französisch Château d’Étoges) ist ein Wasserschloss in der gleichnamigen französischen Gemeinde im Département Marne der Region Grand Est. Es steht seit 1956 als Monument historique unter Denkmalschutz.

## Geschichte
Die Anfänge des Schlosses reichen ins 12. Jahrhundert zurück. Eustache III. de Conflans, seiner Zeit Marschall der Champagne und Berater des Königs, errichtete eine Befestigung am Rand eines Berghanges, vermutlich umgeben von einem Graben gespeist mit Wasser aus vorhandenen Quellen. Da Eustaches Kinder bereits in jungen Jahren verstarben, brachte seine Schwester Marguerite de Conflans das Anwesen von Étoges als Erbe in die Ehe mit Oger III d’Anglure ein, einem Ritter in den Diensten des Herzogs von Orléans.
Im Jahr 1572 heiratete Antoinette d’Anglure den Kammerherrn des Herzogs von Alençon, Chretien de Savigny. Savigny war Herrscher über Châlons und Leutnant des Königs in der Champagne. Auch ihr Sohn Charles Saladin de Savigny (1573–1616) führte den Namen d’Anglure weiter. Sein Erbe, Antoine Saladin d’Anglure de Savigny, Baron von Rosne, empfing 1632 den französischen König Ludwig XIII. in Étoges. Er war Feldmarschall des Königs und wurde 1656 in den Grafenstand erhoben. Anlass genug, Schloss Étoges ab 1661 auf den mittelalterlichen Fundamenten neu zu gestalten. Im Schloss findet sich noch heute das Porträt seines Sohnes Marc Antoine Saladin d’Anglure du Bellay de Savigny, Graf von Étoges. Mit dessen Erbe Charles Nicolas endet die Linie der Herren aus dem Haus Anglure.
1718 wechselte die Grafschaft mit 1500 Hektar Grund und Wald den Besitzer. Der Sohn des Marschalls von Frankreich, Louis-François de Boufflers, wurde der neue Hausherr von Étoges. Bouffler verlegte den Schlosseingang in südliche Richtung. 1725 brach die alte Zugbrücke unter dem Gewicht der Kutsche der Königin Maria Leszczyńska zusammen. Bouffler ließ daraufhin eine neue Steinbrücke mit vier Bögen gestalten, die heute noch benutzt wird.
Im 18. Jahrhundert wechselten die Besitzer in meist kurzer Folge. 1803 erwarb der Comte François Scholastique de Guéhéneuc das Schloss. Über seine Tochter Louise-Antoinette, in zweiter Ehe mit dem Marschall Jean Lannes verheiratet, kam es an deren Söhne und Nachfahren.
Die Familie der heutigen Schlossbesitzer erwarb die Anlage Ende des 19. Jahrhunderts und betreibt darin heute ein Hotel mit Restaurant.